# کایاهان
کایاهان آچار با نام هنری کایاهان (ترکی استانبولی: Kayahan؛ ۲۹ مارس ۱۹۴۹ – ۳ آوریل ۲۰۱۵) یک موسیقی‌دان و خواننده اهل ترکیه بود. وی بین سال‌های ۱۹۷۵ تا ۲۰۱۵ میلادی فعالیت می‌کرد. او مدت‌ها با سرطان درگیر بود و بر اثر این بیماری درگذشت.